# 40년대
- 40년대는 40년부터 49년까지를 가리킨다.